# Markus Hofelich
Markus Hofelich ist ein deutscher Wirtschaftsjournalist.
Hofelich studierte Kulturwirtschaft an der Universität Passau und der Pariser Sorbonne. Ab 2000 war er in verschiedenen Funktionen bei dem Münchner Wirtschaftsfachverlag GoingPublic Media tätig, darunter als Redaktionsleiter für Sonderausgaben des VentureCapital Magazins und des GoingPublic Magazins. Ab 2008 war er für fünf Jahre Chefredakteur des Mittelstandstitels Unternehmeredition. Im Sommer 2013 wechselte er nach Hamburg, wo er stellvertretender Chefredakteur des Wirtschaftsmagazins Cash wurde.
Im Herbst 2014 kehrte er nach München zurück und übernahm beim Deutschen Industrieverlag u. a. die redaktionelle Steuerung von atp redaktion und atp!info, zwei Fachtiteln zum Thema Automatisierung.
Mittlerweile ist er als freier Journalist tätig, veröffentlicht u. a. auf Experteer und betreibt das Online-Magazin Sinn des Lebens 24.
Darüber hinaus war Hofelich auch als Moderator von Fachveranstaltungen tätig, u. a. für Best Excellence vom FAZ-Institut, für den Deutschen Sparkassen- und Giroverband und die Handwerkskammer Oberfranken.